# 稲葉和夫
稲葉 和夫（いなば かずお、1951年 - ）は、日本の経済学者。専門は経済統計学、計量経済学。立命館大学名誉教授。ブリティッシュ・コロンビア大学客員教授、フジテック取締役、東京証券取引所独立役員、環太平洋産業連関分析学会会長なども歴任した。

## 人物・経歴
1975年に神戸大学経済学部を卒業。1977年3月、神戸大学大学院経済学研究科博士課程を修了。2000年1月には神戸大学より経済学博士の学位を取得した。
1978年4月、高知大学人文学部経済学科助手に着任。1981年4月に同講師、1982年4月に同助教授に昇任。この間、1983年9月から1984年5月までスタンフォード大学人文科学部経済学科客員研究員、1984年6月から同年8月までペンシルバニア大学文芸学部経済研究所客員研究員を務めた。
1986年4月、立命館大学経済学部助教授に転任。1989年4月から1990年3月まで経済学部学生主事を務めた。1990年4月から同年9月までペンシルバニア大学文芸学部経済研究所研究員・ポスドク。1993年4月、立命館大学経済学部教授に昇任。同年4月から1994年4月までブリティッシュ・コロンビア大学文芸学部客員教授。
立命館大学経済学部では、1996年4月から1997年3月まで経済学部主事（教学担当副学部長）、1997年4月から1998年3月まで経済学部企画調査委員長、2001年4月から2003年3月まで大学院部副部長、2008年4月から2010年3月まで経済学研究科科長を務めた。
この間、1998年8月から1999年9月まで国際応用システム分析研究所(IIASA)客員研究員、2006年4月から同年9月までオーストリア経済研究所(WIFO)客員研究員、2014年4月から同年9月まで再びオーストリア経済研究所客員研究員、2015年9月にはインドネシアパジャジャラン大学大学院で講義（Econometrics、Macroeconomic Analysis）を行った。
2007年6月25日から2014年6月24日まで株式会社フジテック取締役、2011年3月29日から2014年6月24日まで東京証券取引所独立役員を務めた。
2017年3月をもって立命館大学教授を定年退職。同年4月1日より立命館大学経済学部特任教授に就任。2022年4月からは立命館大学BKC社系研究機構社会システム研究所上席研究員（名誉教授）。
この間、環太平洋産業連関分析学会で、2014年4月から2016年3月まで副会長、2016年4月から2018年3月まで会長を務めた。専門は経済統計学、計量経済学。

## 著作
- 稲葉和夫『海外直接投資の経済学』勁草書房、1992年
- 稲葉和夫, 藪下史郎, 浅見耕生, 井上泰夫, 大東和武, 川本琢也, 斎藤峻彦, 杉本百合子, 鶴見哲也, 中村達也, 西村友彦, 林宜嗣, 松本朗, 宮本憲一, 吉田進『現代経済社会入門』ミネルヴァ書房、2005年